# Camptochaeta cursor
Camptochaeta cursor är en tvåvingeart som beskrevs av Heikki Hippa och Pekka Vilkamaa 1994. Camptochaeta cursor ingår i släktet Camptochaeta och familjen sorgmyggor.
Artens utbredningsområde är Ontario. Inga underarter finns listade i Catalogue of Life.